# Alluvione di Genova del 4 ottobre 2010
L’alluvione di Genova - Sestri Ponente del 4 ottobre 2010 si è verificata a causa di un temporale marittimo, a carattere autorigenerante, molto violento e persistente che ha colpito con estrema violenza una zona relativamente ristretta del ponente cittadino e di Varazze. Ha provocato l'esondazione dei torrenti Chiaravagna, Cantarena e Molinassi, una vittima ed ingenti danni materiali.

## L'evento
La cellula temporalesca formatasi nella prima mattina del 4 ottobre ha inizialmente stazionato per alcune ore (tra le 4.00 e le 8.00) nella zona di Varazze, riversando a terra quasi 300 mm d'acqua e causando così l'esondazione dei maggiori torrenti e diversi smottamenti sulle colline della zona, dopodiché si è trasferita ad est, fermandosi sui quartieri del ponente cittadino tra Pegli, Sestri Ponente e la val Polcevera, dove ha scatenato tutta la sua potenza causando una vera alluvione lampo.
In circa cinque ore, tra le 8 e le 13, sono caduti oltre 400 mm d'acqua sulle alture di Sestri Ponente, 380 mm su quelle di Pegli e circa 300 sulla bassa val Polcevera tra Pontedecimo e la foce del torrente. Poche decine di millimetri di pioggia in più avrebbero potuto provocare l'esondazione del Polcevera e di molti altri torrenti secondari, causando ingenti danni.

## Conseguenze

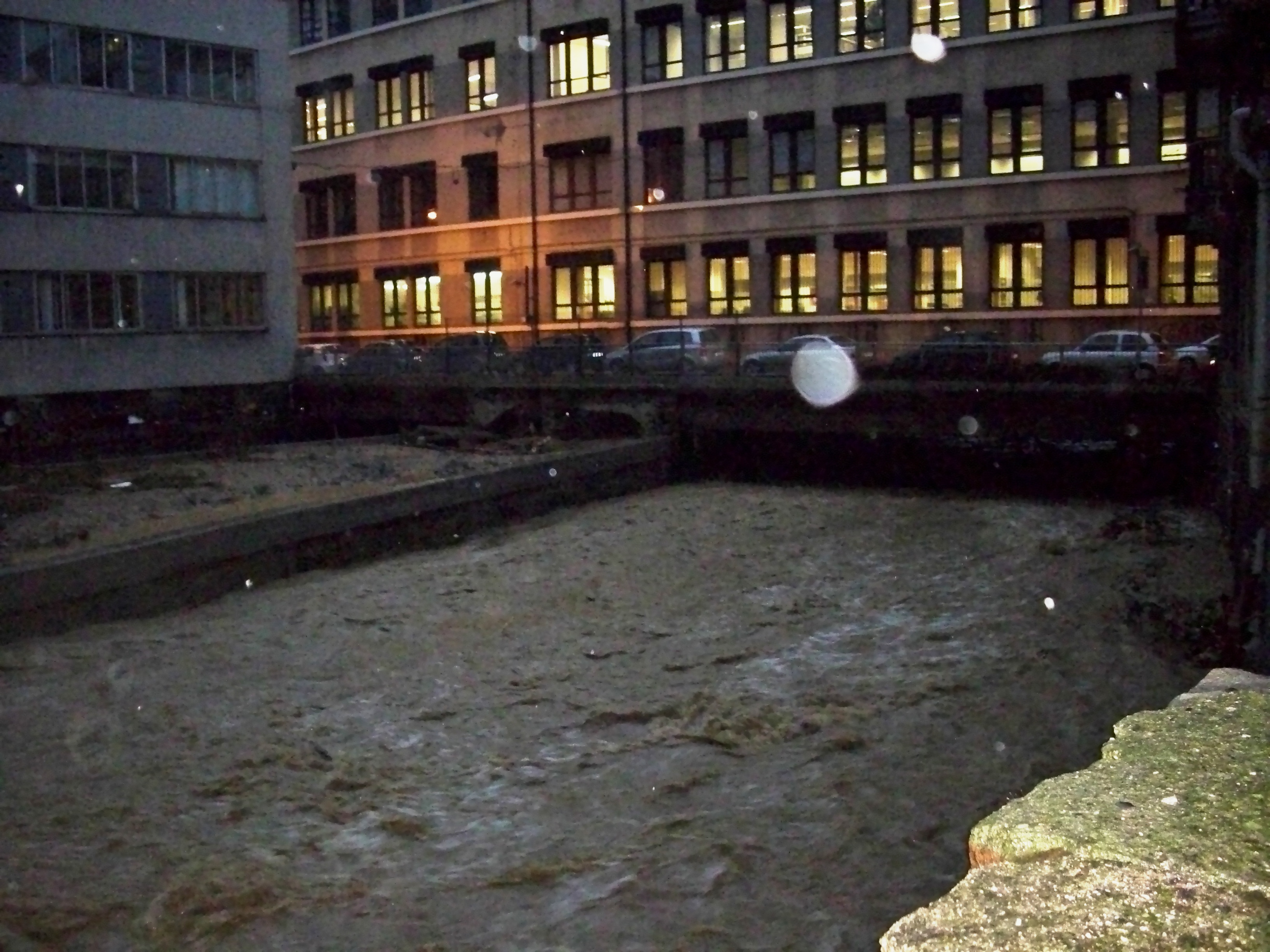
Il torrente Chiaravagna, alcune ore dopo l'alluvione

In seguito alle intense precipitazioni, nel primo pomeriggio esondarono i torrenti Chiaravagna, Cantarena e Molinassi, mentre il torrente Marotto e i rii Zanino e Monferrato, tombinati, ruppero l'asfalto delle strade sotto cui passavano. Quasi tutta la parte bassa di Sestri Ponente e di Multedo venne allagata: subirono danni negozi, box, scantinati, piazze e strade, dalle quali il flusso d'acqua portò via le auto parcheggiate. Un operaio delle vicine cave del Monte Gazzo precipitò insieme ad un terrapieno ingoiato dalla furia delle acque del torrente Chiaravagna e venne ritrovato pochi giorni dopo nel mare antistante a Sestri Ponente: fu l'unica vittima dell'evento alluvionale.

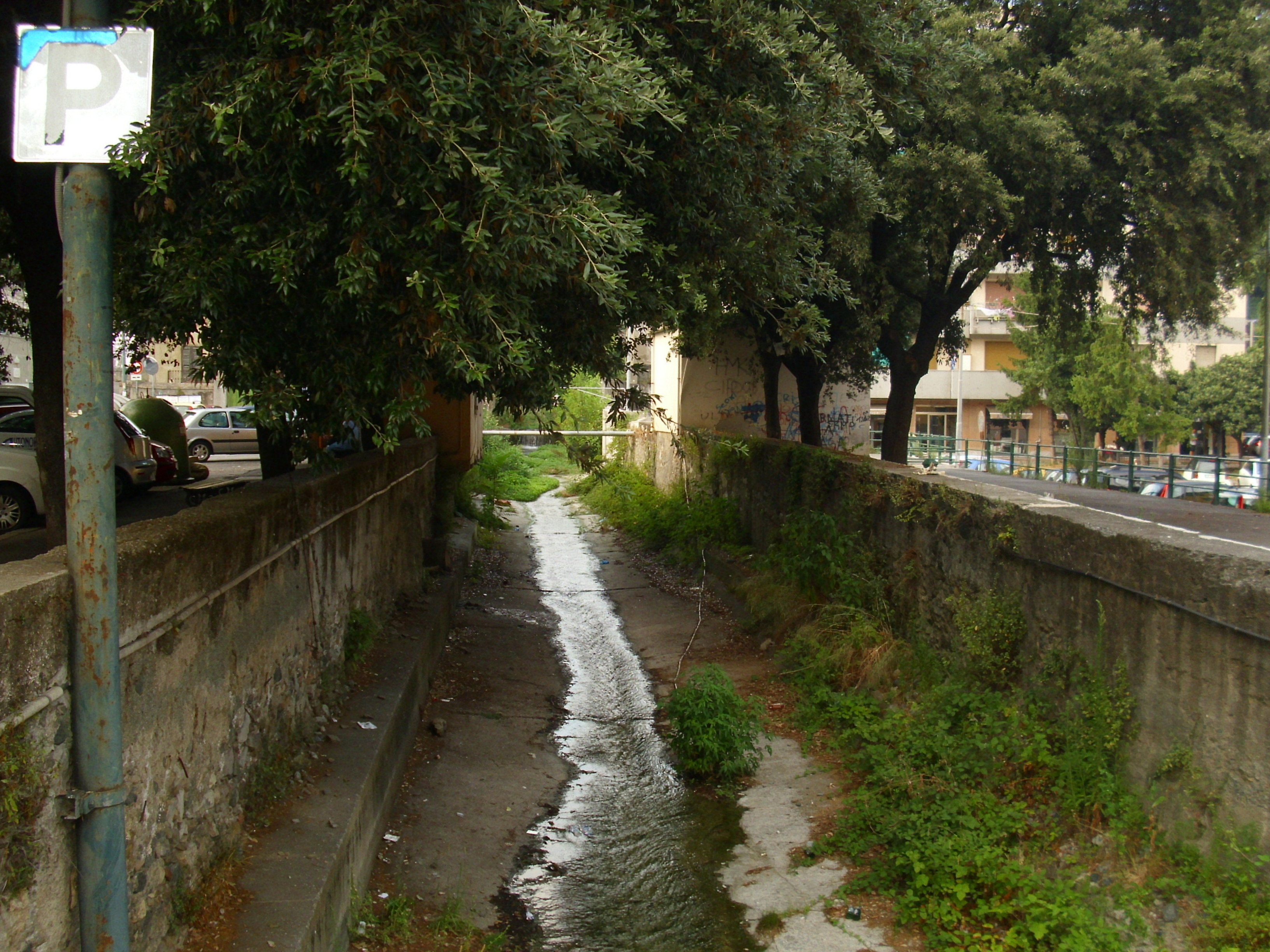
Il letto del rio Molinassi, con l'abituale portata dei periodi di calma, nel punto in cui è esondato nell'ottobre 2010.

Il torrente Molinassi, che negli ultimi 440 metri scorre coperto dai capannoni della Fincantieri, ruppe l'argine destro, un vecchio muro in pietra, all'altezza di Piazza Clavarino, allagando la parte ovest di Sestri Ponente unendo le sue acque a quelle fuoriuscite dal torrente Cantarena in via Leoncavallo, via sotto la quale scorre negli ultimi 300 metri del suo corso. Nella parte est della delegazione fu invece il torrente Chiaravagna ad esondare in corrispondenza della diga creata dal palazzo di via Giotto 15, costruito proprio sopra il suo alveo e poi abbattuto nel marzo del 2013.
La parte più occidentale è stata altresì allagata dal torrente Marotto e dai rii Zanino e Monferrato, che sono violentemente fuoriusciti dal reticolo di cunicoli nei quali erano stati incanalati durante la prima metà del XX secolo sotto i capannoni industriali abbandonati dell'ex fonderia Multedo e quelli che oggi ospitano le Coop e altre attività produttive, e fatti sfociare in mare oltre la linea ferroviaria Genova-Ventimiglia, a poca distanza dai moli del porto petroli.
Altri allagamenti, fortunatamente senza gravi conseguenze, avvennero nelle altre zone basse del ponente quali il sottopasso ferroviario di Multedo, quello nei pressi di Piazza Brin a Certosa e in tutta la zona della Fiumara a Sampierdarena.